# 鲁城河水库
鲁城河水库是中国湖北省随州市境内的一座水库，位于府河上游搓水上，建于1975年。水库正常库容为1924万立方米，集雨面积为113平方千米，海拔为151米。